# Al-Wanscharīsī
Ahmad ibn Yahyā al-Wanscharīsī (arabisch أحمد بن يحيى بن محمد بن عبد الواحد بن علي الونشريسي, DMG Aḥmad b. Yaḥyā b. Muḥammad b. ʿAbd al-Wāḥid b. ʿAlī al-Wanšarīsī, geb. 1430 oder 1431; gest. 1505 oder 1508 in Fès) war ein maghrebinischer islamischer Theologe und Rechtsgelehrter aus der malikitischen Rechtsschule (madhhab) aus der Zeit kurz vor dem Fall Granadas.

## al-Miʿyār al-muʿrib
Er ist Verfasser einer berühmten malikitischen Sammlung von Fatwas namens Al-Miʿyār al-muʿrib aus dem späten 15. Jahrhundert, einer Sammlung von Rechtsgutachten, Gerichts- und Prozessakten (nawāzil) von zeitgenössischen und früheren Gelehrten aus Tunesien, Algerien, Marokko und al Andalus, wie aus ihrem vollständigen Titel (al-Miʿyār al-muʿrib wa-ʾl-ǧāmiʿ al-muġrib ʿan fatāwī ʿulamāʾ Ifrīqīya wa-ʾl-Andalus wa-ʾl-Maġrib) hervorgeht.

## Werke (Auswahl)
- al-Miʿyār al-muʿrib (malikitische Fatwa-Sammlung), eine neuere Ausgabe erschien in Bairūt: Dār al-Ġarb al-Islāmī, 1981–1983 (Wizārat al-Auqāf wa-'š-Šuʾūn al-Islāmīya li-'l-Mamlakat al-Maġribīya). Herausgegeben in dreizehn Bänden von Muḥammad Ḥiǧǧī.
- al-Manhaǧ al-Fāʾiq wa-ʾl-Manhal al-Rāʾiq wa-ʾl-Maʿnā ʾl-lāʾiq bi-adab al-muwaṯṯiq  wa-Aḥkām al-Waṯāʾiq المنهج الفائق والمنهل الرائق والمعنى اللائق بأدب الموثق  وأحكام الوثائق. Gedruckt in Fes 1881